# Мараев, Умар Ахмедович
Ума́р Ахме́дович Мара́ев (род. 25 апреля 1962) — советский самбист и дзюдоист, призёр чемпионатов СССР, мастер спорта СССР международного класса, воспитанник Феликса Куцеля. Выступал в категориях до 71 кг и до 74 кг.

## Участие в соревнованиях
- Чемпионат Европы среди юниоров 1980 года (Лиссабон) — ;
- Чемпионат Европы среди юниоров 1981 года (Сан-Марино) — ;
- Открытый Кубок Польши 1982 года (Варшава) — ;.
- Чемпионат СССР по дзюдо 1981 года — ;
- Чемпионат СССР по дзюдо 1985 года — ;
- Чемпионат СССР по самбо 1988 года — ;

Международные турниры в Тбилиси:
- 1981 — ;
- 1984 — ;
- 1985 — .

## Семья
Брат Хусейн — чемпион Спартакиады народов СССР 1983 года, призёр чемпионата мира по самбо.